# Rhythm Killers
Rhythm Killers este un album de studio de către duelul muzical jamaican Sly și Robbie.  A fost lansat în mai 1987 de Island Records. 
În momentul in care aceștia au început să înregistreze albumul, Sly și Robbie au făcut tranziția de la cunoscutul și prolificul lor rol în genul reggae. Anii '80 au fost petrecuti experimentând cu sunete electronice și tehnologie de înregistrare contemporană pe experimentând cu multiple genuri de muzica, trecând frontiere de gen, reflectate de albumul Rhythm Killers.  Pentru album, au apelat la producătorul de discuri Bill Laswell și un ansamblu de muzicieni pentru a înregistra la Quad Recording din New York City.  Împreună cu instrumentele lor live, duo-ul folosea echipamente electronice de înregistrare precum sintetizatorul Fairlight CMI și tobe electronice. 